# بيدشك (برزاوند)
بیدشك (بالفارسية: بیدشک) هي قرية تقع في إيران في قسم برزاوند الريفي. يقدر عدد سكانها بـ 27 نسمة بحسب إحصاء 2016.